# Neoclinus okazakii
Neoclinus okazakii är en fiskart som beskrevs av Fukao, 1987. Neoclinus okazakii ingår i släktet Neoclinus och familjen Chaenopsidae. Inga underarter finns listade i Catalogue of Life.